# روس جونسون (لاعب اللاكروس)
روس جونسون (بالإنجليزية: Ross Johnson)‏ هو لاعب اللاكروس أمريكي، ولد في 22 فبراير 1980 في سان فرانسيسكو في الولايات المتحدة.